# Kirche Kauern

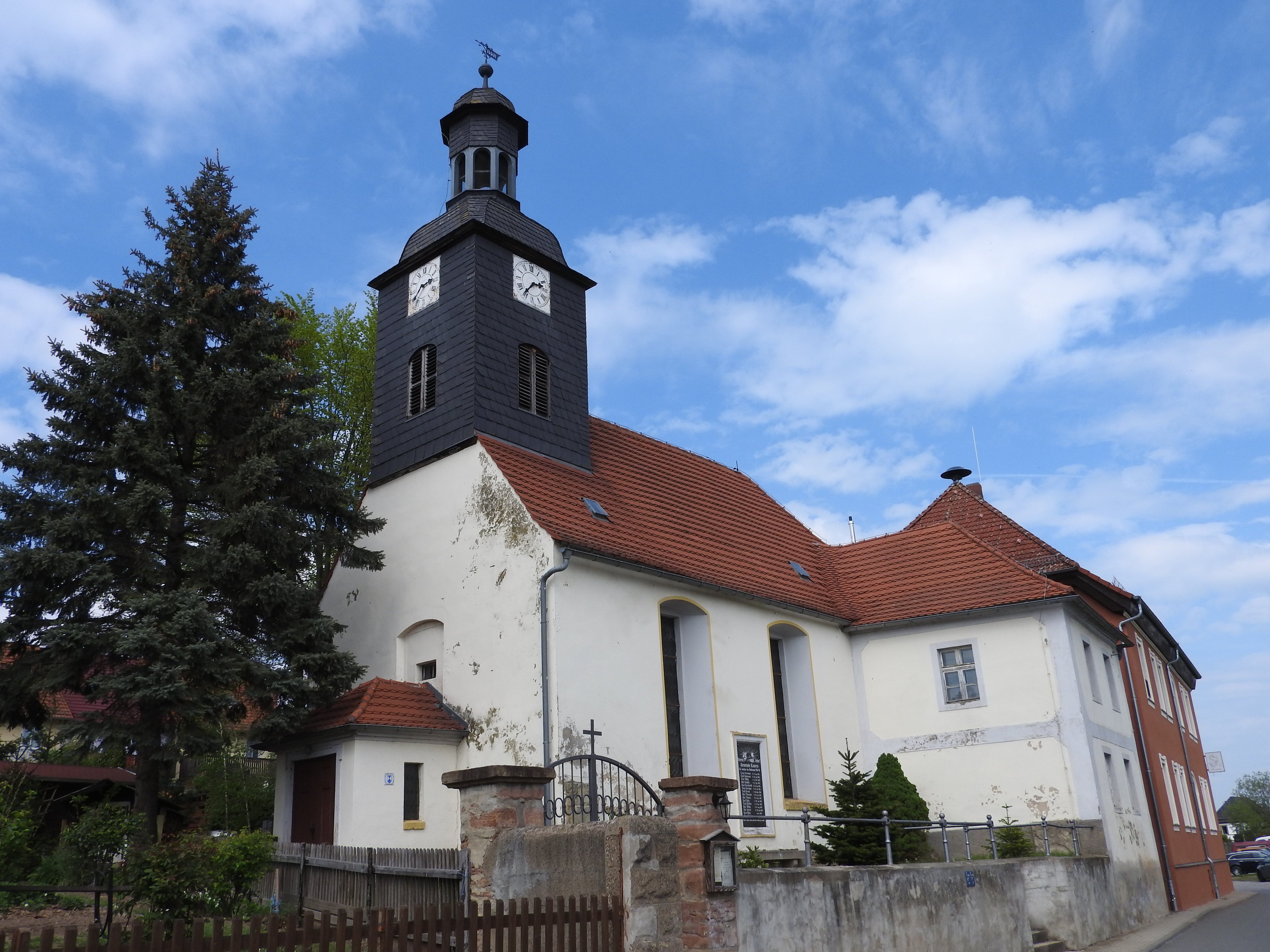
Kirche Kauern

Die evangelisch-lutherische denkmalgeschützte Kirche Kauern steht am Platz der Republik von Kauern, einer Gemeinde im thüringischen Landkreis Greiz. Der Gemeindeteil Kauern gehört zur Kirchengemeinde Ronneburg der Pfarrei Ronneburg im Kirchenkreis Altenburger Land der Evangelischen Kirche in Mitteldeutschland.

## Beschreibung
Die ehemalige Kapelle des Schlosses ist jetzt eine Filialkirche der Marienkirche Ronneburg. Die mit einem Satteldach bedeckte Saalkirche stammt im Wesentlichen von 1703. Der Dachturm ist schiefergedeckt und hat Klangarkaden und eine Turmuhr. Er trägt eine Haube, auf der eine offene Laterne sitzt. Die dreiseitigen Emporen und das Kirchenbänke sind 1769–71 eingebaut worden. Die übrige Kirchenausstattung ist von 1903.
Die Orgel mit acht Registern, verteilt auf einem Manual und Pedal, wurde 1903 von Adam Eifert gebaut. Die Vorgängerorgel stammte von Schlag & Söhne aus Schweidnitz.
Die Kirche war einst als Brutplatz der Schleiereule bekannt. Durch Verschließung der Dachluke war der Eule der Zugang verwehrt. Inzwischen ist die Eingangsluke für die Eule wieder geöffnet.